# Лемма Либермана
Лемма Либермана — основной инструмент изучения внутренней метрики выпуклой поверхности.

## Формулировка
Пусть {\displaystyle K} есть выпуклое тело в евклидовом пространстве, и {\displaystyle p\in K}.
Предположим {\displaystyle \gamma } есть кратчайшая на поверхности {\displaystyle K}.
Рассмотрим конус {\displaystyle L} с вершиной в p над {\displaystyle \gamma }, то есть множество всех точек типа {\displaystyle p+\lambda \cdot (\gamma (t)-p)}, {\displaystyle \lambda \geq 0}.
Пусть {\displaystyle \sigma :L\to \mathbb {R} ^{2}} есть изометрическое вложение тогда {\displaystyle \sigma \circ \gamma } образует выпуклую кривую на плоскости.  